# Hibolithes
Hibolithes (лат.) — род белемнитов, обитавших со среднего юрского до раннего мелового периодов. Окаменелости обнаружены в Антарктике, Гренландии, Иране, Европе, Южной Америке и Новой Зеландии. В 2020 году род обнаружен в формации Педаван (титонский-готеривский ярусы) в Сараваке, на острове Борнео (Малайзия).

## Виды и половой диморфизм
Как минимум два вида Hibolithes — H. conradi и H. semisulcatus — представлены в юрских (оксфордский-титонский ярусы) и, возможно, раннемеловых отложениях Венгрии.
H. shimanskyi, H. orlovi и H. ivanovi из верхнего келловея-нижнего оскфорда Брянской и Саратовской областей европейской России описаны Густомесовым в 1976 году. В 2006 году А. П. Ипполитов определил H. shimanskyi как синоним по отношению к H. girardoti на основе полового диморфизма данного вида. По этой же причине Ипполитов назначил H. orlovi и H. ivanovi синонимами H. sangensis.